# EktaH
EktaH est une entreprise pharmaceutique française basée à Dijon, France, qui développe des solutions thérapeutiques pour réduire l'obésité,.
L'entreprise se spécialise dans le développement d'agonistes des récepteurs du goût des graisses. Ces agonistes sont formulés sous forme de comprimés orodispersibles qui visent à réactiver les récepteurs du goût des graisses avant la prise alimentaire pour aider à induire une satiété précoce et réduire l'ingestion de nourriture,.

## Histoire
EktaH a été créée en juillet 2021 par Naim Akhtar Khan, professeur de physiologie nutritionnelle à l'Université de Bourgogne,, et ses collègues Xavier Boidevezi, Amira Sayed Khan, et Aziz Hichami. La création d'EktaH fait suite à 15 ans de recherche académique destinée à commercialiser les découvertes de recherche liées à l'activation des récepteurs du goût des graisses, une méthode initialement validée sur des modèles animaux,.
Peu après sa création, EktaH a augmenté son capital avec des financements de SATT Sayens et d'autres investisseurs pour commencer sa première phase clinique à la fin de 2021,. L'entreprise a reçu plusieurs reconnaissances en 2022 : elle a remporté le concours d'innovation i-LAB en juillet,,, a été reconnue par l'Institut européen d'innovation et de technologie en septembre et a été nommée l'un des lauréats de l'appel à projets « France 2030 » en octobre. Ces succès ont soutenu le lancement de la première étude de sécurité humaine de ses molécules brevetées à la fin de l'année.
Au cours des années suivantes, 2023 et 2024, EktaH a complété des études de toxicité répétée chez les rats, préparant ainsi le terrain pour des essais ultérieurs impliquant des doses répétées chez les patients obèses.